# Jakob Ulfeldt (riksråd)
Jakob Ulfeldt, född 1535, död 8 oktober 1593, utnämndes till danskt riksråd 1565. 
Jakob Ulfeldt ingick 1578 i en diplomatisk beskickning till Ryssland, men bröt mot sin instruktion, då han till följd av tsar Ivan IV:s hotelser slöt fred på femton år, i stället för en ständig fred. Han förlorade då sin plats i riksrådet. Hans Moskovitiske sendelse trycktes i utlandet på latin 1608 och 1627.
Av Ulfeldts söner blev Mogens Ulfeldt (1569-1616) riksamiral 1610 och Jakob Ulfeldt (1567-1630) riksråd 1607 och rikskansler 1609. Hans sonson Corfitz Ulfeldt gifte sig med den danska kungadottern Leonora Christina.
I sin ungdom vistades Jakob Ulfeldt tolv år utomlands, bland annat i Konstantinopel, Palestina och Egypten. Han skrev senare ett litet Compendium historiæ regum Daniæ 1333–1559.